# Eric Idle
Eric Idle (ur. 29 marca 1943 w South Shields) – brytyjski aktor i komik, członek grupy Monty Python.
Eric Idle oraz Terry Gilliam pozostali indywidualnościami nie włączającymi się w prace spółek autorskich Cleese-Chapman oraz Jones-Palin.
Idle studiował w University of Cambridge, kilka lat niżej od Cleese′a i Chapmana. Talent werbalny spowodował, że koledzy nadali mu miano mistrza puenty. Jest również autorem tekstów piosenek i gitarzystą. Umiejętności Idle′a ukierunkowały działalność „Pythonów” także w stronę tworzenia piosenek, ze sztandarowym utworem Always Look on the Bright Side of Life.
Eric Idle użyczył swojego głosu czarodziejowi Merlinowi w filmie Shrek Trzeci, czarodziejowi Rincewindowi w grze Świat Dysku II, a także zagrał główną rolę w filmie Uciekające zakonnice. Z grupą tancerek stylizowanych na zakonnice wystąpił także w trakcie ceremonii zamknięcia Letnich Igrzysk Olimpijskich 2012 w Londynie (wykonując Always Look on the Bright Side of Life) 12 sierpnia 2012.